# 大九湖镇
大九湖镇是中华人民共和国湖北省神农架林区下辖的一个镇。
2012年12月，湖北省民政厅批复同意撤销九湖乡，设立大九湖镇。

## 行政区划
大九湖镇下辖以下村级行政区划单位：
九湖村、坪阡村、黄柏阡村、落羊河村、东溪村和青树村。